# محمد إبراهيم غراب
إبراهيم محمد غراب (1944 - 12 يناير 2007) هو شاعر مصري.

## حياته
ولد في قریة محلة مالك مرکز دسوق - محافظة كفر الشيخ وتوفی في مدینة دسوق وقضی عمره في مصر، حفظ القرآن الكريم في سن العاشرة، ثم التحق بالأزهر الشريف ، وتدرج في مراحل الدراسة فيه، فحصل على بكالوريوس التجارة جامعة الأزهر قسم الإدارة والمعاملات عام 1966. 

## مسيرته
- عين موظفًا في الثقافة الجماهيرية عام 1966، ثم عمل أخصائيًا ثقافيًا بقصر الحرية (الإسكندرية) عام 1967، ثم ترقى مديرًا لقصر ثقافة دمنهور عام 1972، وتنقل في وظيفته مديرًا لعدة قصور ثقافة منها: قصر ثقافة الأنفوشي (الإسكندرية) عام 1975، ثم ترقى إلى مدير لمديرية ثقافة مرسى مطروح عام 1977، ثم نقل مديرًا لقصر ثقافة دسوق عام 1984، ثم ترقى رئيسًا لمنطقة دسوق الثقافية منذ عام 1987 حتى عام 1992، ثم مديرًا عامًا لفرع ثقافة الدقهلية منذ عام 1992 إلى 1993، ثم مديرًا عامًا لفرع ثقافة كفر الشيخ منذ عام 1993 إلى 1994، ثم ترقى مستشارًا ثقافيًا لرئيس هيئة قصور الثقافة بإقليم غرب الدلتا منذ عام 1994 وحتى وفاته. كان عضو اتحاد كتاب مصر، وعضو مجلس إدارة جمعية رواد الثقافة.[1]
- نشط في رعاية المهجرين إلى البحيرة عام 1971، كما نشط في إثراء النشاط التربوي المسرحي في وزارة التربية والتعليم، ونال شهادات تقدير من التربية والتعليم على جهوده في التربية المسرحية والصحافة المدرسية.
- شعره غزير، نظمه على الموزون المقفى، وهو متنوع في معانيه وموضوعاته، إذ نظم في الوجدانيات والوطنيات والشعر الديني، كثير من قصائده ارتبطت بمناسبات دينية ووطنية، وله في ذلك همزية مطولة (83 بيتًا) في مناسبة المولد النبوي، تعكس طول نفسه الشعري ونزوعه الديني وهما ملمحان نجدهما - أيضًا - في قصيدة نظمها في وصف وقفة عرفات، كما نظم بعض الأدعية الدينية، ومجمل شعره يميل إلى التقرير ويتسم بقلة الخيال، كما يتسم بلغة سلسة، تتداخل فيها المفردات والتعبيرات. العامية التي كتب بها أكثر إنتاجه الشعري والمسرحي.

## مؤلفاته

### إنتاجاته الشعرية
له خمسة دواوين شعر بالعامية المصرية هي: الحب شمسه مضلله، ومسحراتي، و الجري في أحضان بهية، وأغنيات أكتوبر، وحبة كلام - سما للنشر والتوزيع - القاهرة - 1999، و له عدة دواوين مخطوطة هي: «طوبة على طوبة - الخيول العربية لا ترقص الديسكو - حرب الخليج - أمريكانيات - ملحمة عبد الصبور - ملحمة قانون الأحوال الشخصية - الكبار»، وله «ديوان إبراهيم غراب» بالفصحى - (مخطوط).

## كتابة
له عدة مسرحيات بالعامية تم تمثيلها وإخراجها على مسارح الدولة المختلفة منها: سكة هروب - مركز شباب إسكندرية - 1970، و يا عين صلي على النبي - مسرح السامر - 1979، و الأزهر في ألف عام - مواقع الثقافة الجماهيرية - 1983، ومولد وصاحبه حاضر - إقليم غرب الدلتا الثقافي، و أحمد عرابي - مسرح التربية والتعليم - كفر الشيخ - 1993، وله مسرحيات مخطوطة بالفصحى والعامية هي: المشاعل - سلمان الفارسي - أم الخير - المحاكمة - اللي بنى مصر - الخراب.

## جوائز
فاز بعدة شهادات تقدير في مجال العمل الثقافي منها: 
- شهادة تقدير من رئيس الثقافة الجماهيرية في مسابقة الموسيقى والغناء عام 1972.
- شهادة تقدير من رعاية الشباب وأدباء الشعب بالإسكندرية في مجالي الشعر والأدب الشعبيين عامي 1974 و1975.
- نال شهادة تقدير من محافظة كفر الشيخ لتميزه في الأشعار المسرحية ونظم النصوص المحلية عامي 1981 و1982؟
- شهادة تقدير من جريدة الحياة لجهوده ومساهمته في تطوير العمل الثقافي والفني عام 1984.